# Ernst Kutsch
Ernst Kutsch (* 17. Juni 1921 in Frankfurt am Main; † 26. Mai 2009 in Erlangen) war ein deutscher evangelischer Theologe. Er lehrte zuletzt als Professor für Altes Testament an der Friedrich-Alexander-Universität Erlangen-Nürnberg.

## Leben
Ernst Kutsch wurde als Sohn von  Ferdinand Kutsch (1889–1972) und seiner Ehefrau Elsi, geb. Knies geboren. Sein Vater leitete als Prähistoriker und provinzialrömischer Archäologe von 1927 bis 1956 das Museum Wiesbaden. Nach seinem Kriegsdienst als Offizier und der Rückkehr aus sowjetischer Gefangenschaft studierte Kutsch von 1948 bis 1953 evangelische Theologie an der Johannes Gutenberg-Universität Mainz. Dort wurde er 1953 Repetent und promovierte 1955 bei Friedrich Horst (1896–1962) zum Dr. theol. Von 1954 bis 1957 arbeitete er als Redakteur der 3. Auflage des Handwörterbuches Religion in Geschichte und Gegenwart (RGG). 1957 wurde er Assistent an der Universität Mainz, wo er sich 1960 habilitierte und zum Privatdozenten ernannt wurde. 1963 folgte er dem Ruf auf den Lehrstuhl für Alttestamentliche Wissenschaft und Biblische Archäologie an der Universität Wien. Von 1966 bis zu seiner Emeritierung 1986 wirkte er als Ordinarius für Alttestamentliche Theologie an der Theologischen Fakultät der Universität Erlangen-Nürnberg. Kutsch war Associate Member of the Society for Old Testament Study und Vorsitzender des ökumenischen Rhein-Main-Exegeten-Treffens. Seinen Ruhestand verbrachte er zuletzt in Erlangen, wo er nach längerer Krankheit am 16. Mai 2009 im Alter von 87 Jahren verstarb. Er war verheiratet mit Margarete, geb. Rasche (1914–1993) und hatte zwei Kinder.

## Werk
Kutsch ordnete seine Forschungsarbeiten in das Ganze der Theologie ein und wusste sich stets mit dem Verkündigungsauftrag der Kirche eng verbunden. Er zeichnete sich insbesondere durch detaillierte historische und philologische Forschungen aus. Die Schwerpunkte seiner wissenschaftlichen Arbeit lagen in folgenden Bereichen:
- Geschichte und Archäologie Israels
- Fest und Ritus im Alten Testament
- Frömmigkeit und Theologie des Alten Testaments
- Bundestheologie.

International bekannt wurde Kutsch durch seine Arbeiten zur Bundesvorstellung im Alten Testament. Auf Grund seiner semantischen Studien kam er zu dem Ergebnis, dass das alttestamentliche Wort berit ursprünglich „Verpflichtung“ bedeutet, was sich auch in dem griechischen Wort diatheke als (letztwillige) Verfügung widerspiegelt. Deshalb sei die Übersetzung mit „Bund“ ein Missverständnis, da es bei berit nicht um eine vertragliche Abmachung unter gleichberechtigten Partnern gehe. Seine Erkenntnisse konnten sich in der Forschung jedoch nur teilweise durchsetzen.

## Veröffentlichungen (in Auswahl)
- Salbung als Rechtsakt im Alten Testament und im Alten Orient, Berlin 1963.
- Verheißung und Gesetz. Untersuchungen zum sogenannten „Bund“ im Alten Testament, Berlin 1973.
- Neues Testament – Neuer Bund? Eine Fehlübersetzung wird korrigiert, Neukirchen-Vluyn 1978.
- Die chronologischen Daten des Ezechielbuches, Freiburg – Göttingen 1985.
- Kleine Schriften zum Alten Testament: Zum 65. Geburtstag herausgegeben von Ludwig Schmidt und Karl Eberlein, Berlin 1986 mit Bibliographie.